# Ignacio Iramain
Ignacio Iramain Riquelme (Asunción, 7 de febrero de 1922-23 de diciembre de 2013) fue un médico y político paraguayo que ocupó la presidencia del Partido Revolucionario Febrerista (PRF) en dos periodos y desempeñó un rol activo en la oposición al régimen de Alfredo Stroessner. Fundó el Instituto Privado del Niño (IPN) en 1967.

## Biografía
Nació en Asunción el 7 de febrero de 1922. Durante su etapa universitaria, ejerció la presidencia del Centro de Estudiantes de Medicina y de la Federación Universitaria del Paraguay.
En el contexto de la dictadura de Higinio Morínigo, fue arrestado durante la guerra civil paraguaya de 1947 y permaneció en prisión por más de ocho meses. Posteriormente, logró evadirse y se exilió en Montevideo, Uruguay. En ese país finalizó sus estudios de medicina, especializándose en pediatría, y se desempeñó profesionalmente en el Hospital Materno Infantil Pereira Rossell. Fue discípulo de los doctores Alfredo Ramón Guerra y Saldun de Rodríguez.
En 1952, regresó al Paraguay en un contexto político caracterizado por la hegemonía de la Asociación Nacional Republicana (Partido Colorado), único partido legal bajo el régimen unipartidario vigente. Debido a su vinculación con el Partido Revolucionario Febrerista (PRF), enfrentó un ambiente de hostilidad política y persecución. A partir del golpe de Estado en Paraguay de 1954, que consolidó la dictadura de Alfredo Stroessner, fue objeto de múltiples episodios de detención, tortura y hostigamiento documentados en los Archivos del Terror. No pudo acceder a cargos públicos en instituciones universitarias o sanitarias debido a su condición de opositor político.
En 1967, fundó el Instituto Privado del Niño (IPN) con el objetivo de ejercer su profesión en el ámbito privado y ofrecer servicios médicos en pediatría en un contexto de restricciones laborales en el sector público.
Falleció el 23 de diciembre de 2013 en Asunción.

## Trayectoria política
Ignacio Iramain Riquelme tuvo una activa participación en el Partido Revolucionario Febrerista (PRF), formación política de orientación socialista democrática. Ejerció la presidencia del partido en dos periodos: 1969-1971 y 1973-1975.
Durante su gestión al frente del PRF, impulsó la resistencia política contra el régimen autoritario de Alfredo Stroessner, abogando por la restauración del sistema democrático en Paraguay. Su participación política se caracterizó por la promoción de los principios del socialismo democrático y por la denuncia sistemática de las violaciones de derechos civiles y políticos durante la dictadura.
Fue uno de los fundadores del Fundación del Instituto Privado del Niño, iniciativa orientada a facilitar el acceso a la atención médica pediátrica para sectores de escasos recursos económicos.